# Sandra Hüller
Sandra Hüller (ur. 30 kwietnia 1978 w Suhl) – niemiecka aktorka filmowa i teatralna. Za rolę w filmie Toni Erdmann w 2016 otrzymała nagrodę w kategorii najlepsza aktorka. W 2006, za rolę w filmie Requiem, otrzymała Srebrnego Niedźwiedzia, nagrodę dla najlepszej aktorki 66. Międzynarodowego Festiwalu Filmowego w Berlinie. 

## Życiorys
Jeszcze w szkole uczęszczała na kursy teatralne, a potem brała lekcje w warsztatach teatralnych (np. Theatertreffen der Jugend w 1996). Studiowała od 1996 do 2000 w Akademii Sztuk Dramatycznych Ernsta Buscha w Berlinie. W 1999–2001 grywała na scenie Theaterhaus Jena, a następnie przez rok w Schauspielhaus w Lipsku. Dramaturg Oliver Held polecił ją do Theater Basel (Teatr w Bazylei), gdzie pracowała od sezonu 2002–2003 do lata 2006.
Za rolę chorej na padaczkę Michaeli Klingler w filmie Requiem w reżyserii Hansa-Christiana Schmida Hüller była wielokrotnie nagradzana, m.in. podczas Festiwalu Filmowego w Berlinie. W tym samym 2006 wystąpiła w filmie Kobieta w Berlinie w reżyserii Maksa Färberböcka.
W 2023 zagrała w dwóch filmach zakwalifikowanych do konkursu głównego Festiwalu Filmowego w Cannes. Jury 76. MFF przyznało nagrodę główną festiwalu, Złotą Palmę, francuskiemu filmowi Anatomia upadku w reżyserii Justine Triet. Hüller zagrała w tym filmie rolę główną, Sandry Voyter. Drugą nagrodę w konkursie głównym, Grand Prix, przyznano amerykańsko-brytyjsko-polskiemu filmowi Strefa interesów w reżyserii Jonathana Glazera. W dramacie tym Sandra Hüller zagrała Hedwig Höß, żonę Rudolfa Hößa, komendanta obozu koncentracyjnego Auschwitz-Birkenau.
Aktorka mieszka w Berlinie.

## Filmografia
- Midsommar Stories (1999) jako Beatrice (nowela Sabotage)
- Requiem (2006) jako Michaela Klingler
- Kühe lächeln mit den Augen (2006) jako Julia
- Madonnen (2007) jako Rita
- Where in This World (2008)
- Kobieta w Berlinie (Anonyma – Eine Frau in Berlin, 2008) jako Steffi
- Architekt (Der Architekt, 2008) jako Reh Winter
- Roentgen (2009) jako Charlotte
- Fliegen (2009) jako Sara
- Deutschland 09 – 13 kurze Filme zur Lage der Nation (2009) jako Ulrike Meinhoff (nowela Die Unvollendete)
- Fräulein Stinnes fährt um die Welt (2009) jako Młoda Clärenore Stinnes
- Henryk IV. Król Nawarry (Henri IV, 2010) jako Catherine
- Ruchy Browna (Brownian Movement, 2010) jako Charlotte
- Ponad nami tylko niebo (Über uns das All, 2011) jako Martha Sabel
- Der Kriminalist(inne języki) (2011) jako Conny Lojewski
- Strings (2012) jako matka
- Fluss (2012) jako matka
- Finsterworld (2013) jako Franziska Feldenhoven
- Toni Erdmann (2016) jako Ines Conradi
- Anatomia upadku (2023) jako Sandra Voyter
- Strefa interesów (2023) jako Hedwig Höß

## Nagrody
- Nagroda na MFF w Berlinie Najlepsza aktorka: 2006 Requiem